# Ahe (Kirchwistedt)
Ahe (niederdeutsch Ah) ist ein Ortsteil der Ortschaft Kirchwistedt in der Einheitsgemeinde Beverstedt im niedersächsischen Landkreis Cuxhaven.

## Geografie

### Lage
Ahe liegt einen Kilometer südlich von Kirchwistedt und drei Kilometer südöstlich von Beverstedt.

### Nachbarorte
| Wellen                       |                                             | Kirchwistedt – Ortsteil Altwistedt |
|                              | Kompassrose, die auf Nachbargemeinden zeigt |                                    |
| Holste (Landkreis Osterholz) |                                             | Gnarrenburg (Landkreis Rotenburg)  |

(Quelle:)

## Geschichte

### Eingemeindungen
Im Jahre 1939 wurde die ehemals selbständige Gemeinde Ahe zunächst nach Kirchwistedt eingemeindet. 1945 wurde sie wieder selbständig und zur Gebietsreform in Niedersachsen am 1. März 1974 wiederholt nach Kirchwistedt eingemeindet. Gleichzeitig wechselte Kirchwistedt von dem Landkreis Bremervörde in die Samtgemeinde Beverstedt (Landkreis Wesermünde).
Seit dem 1. November 2011 ist Kirchwistedt eine Ortschaft in der Einheitsgemeinde Beverstedt im Landkreis Cuxhaven.

### Einwohnerentwicklung
| Jahr      | 1824  | 1848  | 1910  | 1950   | 1956   | 1973  |
| --------- | ----- | ----- | ----- | ------ | ------ | ----- |
| Einwohner | – ¹   | 59 ²  | 58    | 106    | 70     | 64    |
| Quelle    | [ 7 ] | [ 8 ] | [ 9 ] | [ 10 ] | [ 10 ] | [ 1 ] |

¹ 11 Feuerstellen

² in 11 Wohngebäuden
|  |

## Politik

### Gemeinderat und Bürgermeister
Der Ortsteil Ahe wird auf kommunaler Ebene vom Beverstedter Gemeinderat vertreten.

### Ortsvorsteher
Der Ortsvorsteher von Ahe/Kirchwistedt ist Wilfried Windhorst (CDU).

## Kultur und Sehenswürdigkeiten
Baudenkmale